# Ducato di Guastalla
Il ducato di Guastalla fu un antico Stato italiano. Dal 1406 al 1621 i suoi governanti si fregiarono del titolo di conti, mentre dal 1621 al 1748 il titolo loro spettante fu quello di duchi. A reggere le sorti della contea fino al 1538 fu la famiglia Torelli ai quali seguirono i Gonzaga di Guastalla.

## La contea
La contea di Guastalla aveva come propria capitale la città di Guastalla, sulla riva destra del Po nell'attuale Reggiano. 
Un altro ramo della famiglia Torelli di Guastalla resse la contea di Montechiarugolo (separatasi dalla contea di Guastalla nel 1456) sino al 1612.

## Il ducato
Il 2 luglio 1621 Ferdinando II d'Asburgo elevò Guastalla a Ducato. Ferrante II divenne così il primo duca, con l'ambizione di poter succedere in futuro nel prestigioso ducato di Mantova. Morto però di peste durante l'epidemia del 1630, gli subentrò il figlio Cesare II. 
Con lui il ducato guastallese vide espandere il proprio territorio con l'annessione nel 1630 delle terre di Dosolo, Luzzara e Reggiolo, fino ad allora nel Ducato di Mantova.
Nel 1632 il figlio Ferrante III salì al trono. Non avendo eredi maschi, lasciò lo Stato in eredità al marito della figlia Anna Isabella, Ferdinando Carlo, duca di Mantova. In quel periodo Guastalla divenne a tutti gli effetti una città satellite dello Stato mantovano. Nel frattempo fu rimodernato e migliorato il sistema difensivo, poiché le condizioni politiche europee erano difficili. Tra il 1689 e il 1690 la città venne assediata dagli spagnoli, i quali riuscirono a demolire le mura difensive occupandola, distruggendo la rocca viscontea e la torre civica. Nel 1692 il duca dovette subire l'accusa di fellonia e l'imperatore Leopoldo I consegnò Guastalla e i suoi territori al duca Vincenzo Gonzaga. Durante il suo governo, nel 1702, si ebbero violenti scontri nelle terre di Luzzara tra le truppe francesi di re Luigi XIV e gli eserciti imperiali guidati dal principe Eugenio di Savoia. Poco dopo l'attacco si spostò sul fronte guastallese. La città, filo-austriaca, pur mostrando una valorosa difesa, fu sottomessa e costretta alla resa. Nel 1703 il Duca ottenne Sabbioneta. Nel 1714 il duca Antonio Ferdinando Gonzaga ereditò lo Stato. Purtroppo costui non fu molto attivo politicamente e morì, tra l'altro, in una circostanza singolare nel 1729.
Preso il potere, il fratello Giuseppe Maria, ultimo duca della città, nel 1734 assistette all'occupazione da parte degli austriaci e alla cosiddetta battaglia di Guastalla. Successivamente la città venne ceduta al re di Sardegna Carlo Emanuele III di Savoia fino al 1738. L'ultimo duca morì senza eredi nel 1746 e il ducato di Guastalla venne incorporato nella Lombardia austriaca sotto il governo dell'arciduchessa Maria Teresa d'Austria nel 1747. La morte dell'ultimo erede Gonzaga pose così fine ad un'autonomia politica e territoriale che da oltre cento anni caratterizzava Guastalla. Con il trattato di Aquisgrana (1748), il territorio guastallese venne unito al Ducato di Parma governato dai Borbone. La città venne occupata dai francesi nel 1802 poi riottenne il rango di ducato onorario nel 1806 concesso a Camillo Borghese marito di Paolina Bonaparte dal cognato Napoleone I, che poi annesse il territorio al Regno d'Italia.
Fu di nuovo incorporato nel 1815 nel Ducato di Parma e Piacenza che lo mantenne entro i propri domini sino al 1847. Passò poi al Ducato di Modena e Reggio ed in seguito al Regno d'Italia nel 1861.

## I territori

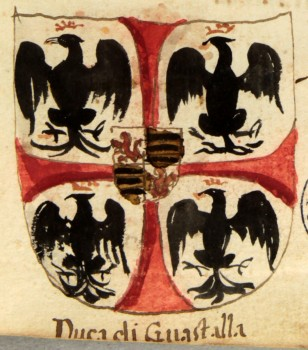
Emblema dei duchi di Guastalla

Confinava a nord e nel tratto del fiume Po con il Ducato di Mantova, con il Ducato di Modena e Reggio ad est, sud e ovest; poche miglia lo distanziavano dal Ducato di Parma da cui era separato dalle terre modenesi di Brescello e Gualtieri. Inizialmente limitato a Guastalla venne successivamente esteso con l'aggregazione nel 1630 delle terre di Dosolo, Luzzara e Reggiolo, confinando con i ducati di Mantova e Modena, le contee di Rolo e di Novellara. Numerosi possedimenti erano proprietà di signori non residenti nel ducato, soprattutto mantovani ed estensi.
I Gonzaga di Guastalla nel 1708 assunsero anche il controllo del Principato di Bozzolo e territori annessi (Rivarolo Mantovano, San Martino dall'Argine, Pomponesco, Commessaggio, Ostiano, Isola Dovarese). Nel 1710 entrò a far parte dei loro dominii anche il Ducato di Sabbioneta.
Nel 1748, entra in unione personale con i Borboni di Parma e rimane sostanzialmente amministrato nei tre commissariati di Guastalla, Luzzara e Reggiolo. Privato dei suoi possessi oltre il Po (Bozzolo, Rivarolo, S. Martino dell'Argine, Pomponesco, Commessaggio, Ostiano, Isola Dovarese e Sabbioneta), continua ad avere una propria autonomia amministrativa con il governo della duchessa Teodora, figlia del  langravio Filippo d'Assia Darmstadt, governatore di Mantova (1714-35) e vedova dell'ultimo duca  Antonio Ferrante Gonzaga, fino alla sua morte nel 1784. 
Con il favore del Du Tillot vi viene aperta una grande fabbrica di tele e cordami con connessioni manifatturiere sul territorio e vi viene contrastata la neofeudalizzazione dei Borboni (1761). 
Anche ai tentativi di intrusione illegittima della potestà ecclesiastica del vescovo di Reggio su Guastalla si oppone tenacemente l'abate Tirelli che, con l'aiuto della duchessa vedova, riesce a far riconoscere dalla Santa Sede Guastalla come diocesi immediata.